# Franck Béria
Franck Béria (Argenteuil, 23 mei 1983) is een Franse voetballer die bij voorkeur als verdediger speelt. Hij verruilde in juli 2007 FC Metz voor Lille OSC. 

## Erelijst
Lille
- Kampioen Ligue 1

2010/11
- Coupe de France

2010/11